# 玉珠鼓螺
玉珠鼓螺（学名：Galeodea leucodoma）是唐冠螺科粗皮鬘螺属的一种。

## 分佈
本物種分佈於東中國海、台灣海峽及台灣的西太平洋海岸，常栖息在潮下带。

## 外部連結
- 維基物種上的相關：玉珠鼓螺